# Chimarra formosa
Chimarra formosa là một loài Trichoptera trong họ Philopotamidae. Chúng phân bố ở miền Australasia.